# Portal (Georgia)
Portal es un pueblo ubicado en el condado de Bulloch en el estado estadounidense de Georgia. En el censo de 2000, su población era de 597.

## Demografía
En el 2000 la renta per cápita promedia del hogar era de $30,268, y el ingreso promedio para una familia era de $34,000. El ingreso per cápita para la localidad era de $14,514. Los hombres tenían un ingreso per cápita de $24,583 contra $19,375 para las mujeres.

## Geografía
Portal se encuentra ubicado en las coordenadas 32°32′14″N 81°55′54″O / 32.53722, -81.93167 (32.537275, -81.931738).
Según la Oficina del Censo, la localidad tiene un área total de 4,6 km² (1,8 mi²), de la cual 4,5 km² (1,7 mi²) es tierra y 0,1 km² (0 mi²) (2.40%) es agua.